# Сонгкхла (провінція)
Сонгкхла́ (тайськ. สงขลา) — провінція (чангват) в Південному регіоні Таїланду. На півдні має кордон з Малайзією. Сусідні провінції: Паттані та Яла — на сході; Сатун, Транг та Пхаттхалунг — на заході; Накхонсітхаммарат — на півночі.
Адміністративний центр — місто Сонгкхла, хоча найбільшим містом є Хат'яй. Губернатор — Сонтхі Течанан (з листопада 2006 року).
Площа провінції становить 7 393,9 км² — 26 місце серед усіх провінцій країни.
Населення провінції становить 1 324 915 осіб (2007) — 11 місце в країні.

## Географія
Провінція розміщена на західному узбережжі Сіамської затоки — на східному узбережжі Малайського півострова. Біля міста Сонгкхла розміщені кілька дрібних островів та скель. Найвищою точкою провінції є гора Ліап на заході, з висотою 932 м, в гірському хребті Санкалакхірі. На півночі розміщена група найбільших озер країни — Луанг з Сап, Сонгкхла, Ной.
На півдні, по кордону з Малайзією, розміщені 2 національних парки — Санкалакхірі (площа 214 км²) та Кхаонамкханг. В озері Сонгкхла охороняється невелика популяція іравадійського дельфіна.
На мисі Саміла, що у місті Сонгкхла, розміщений один з найбільших природних пляжів Таїланду.

## Історія
До 200 року провінція була частиною старого Малайського королівства та знаходилась під впливом держави Шрівіджаяна. В період з 200 по 1400 роки Сонгкхла була північною окраїною малайського королівства Лангкасука. Потім провінція була частиною Накхонсітхаммарату і провела кілька спроб здобуття незалежності. З XVIII століття Сонгкхла стала частиною Таїланду.
З XVIII століття до провінції прибувають багато китайців, особливо з провінцій Гуандун та Фуцзян. Один з китайських фермерів — Луанг Інтхакхірі (Ву Ранг) — розбагатів і став досить впливовою особою в Сонгкхла (1769). В 1777 році він став новим губернатором провінції. 1786 року старий губернатор захотів повернути владу, здійснивши невдале повстання. Нащадки Інтхакхірі правили провінцією до 1901 року, коли принц Дамронг Раджанубхаб своїми реформами змістив їх з влади. З 1953 року будинок сім'ї був перетворений на національний музей Сонгкхли.
Згідно з англо-сіамським договором 1909 року провінція була анексована Сіамом. 8 грудня 1941 року японська армія проводила тут військові операції по захопленню територій Таїланду. 2004 року провінція стала буферною зоною між сепаратистами Паттані та владою країни. Протягом  2005 та 2007 років у східних регіонах проходили терористичні теракти і з 2005 року в районах Чена та Тхепха було оголошено воєнний стан.

## Адміністративний поділ

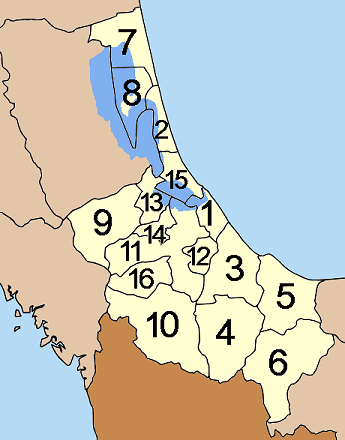
Райони

У адміністративному відношенні поділяється на 16 районів (ампхе), які в свою чергу поділяються на 127 субрайонів (тамбон) та 987 поселень (мубан):
| № | Район          | Площа, км² | Населення, осіб | №  | Район          | Площа, км² | Населення, осіб |
| - | -------------- | ---------- | --------------- | -- | -------------- | ---------- | --------------- |
| 1 | Мионг-Сонгкхла | 171,9      | 163 072         | 9  | Раттапхум      | 591,8      | 67 961          |
| 2 | Сатхінгпхра    | 120,0      | 50 089          | 10 | Садао          | 1 029,3    | 117 032         |
| 3 | Чана           | 503,0      | 94 395          | 11 | Хат'яй         | 852,8      | 359 813         |
| 4 | Натхаві        | 747,0      | 58 675          | 12 | Намом          | 92,5       | 20 950          |
| 5 | Тхепха         | 978,0      | 66 811          | 13 | Кхуанніанг     | 208,0      | 33 264          |
| 6 | Сабайой        | 852,8      | 63 496          | 14 | Бангклам       | 147,8      | 27 392          |
| 7 | Ранот          | 783,8      | 70 926          | 15 | Сінгханакхон   | 228,0      | 79 281          |
| 8 | Красесін       | 96,4       | 16 055          | 16 | Кхлонгхойкхонг | 275,2      | 23 504          |